# Biogéocénose
 (octobre 2022).
La mise en forme du texte ne suit pas les recommandations de Wikipédia : il faut le « wikifier ».
Les points d'amélioration suivants sont les cas les plus fréquents :
- Les titres sont pré-formatés par le logiciel. Ils ne sont ni en capitales, ni en gras.
- Le texte ne doit pas être écrit en capitales (les noms de famille non plus), ni en gras, ni en italique, ni en « petit »…
- Le gras n'est utilisé que pour surligner le titre de l'article dans l'introduction, une seule fois.
- L'italique est rarement utilisé : mots en langue étrangère, titres d'œuvres, noms de bateaux, etc.
- Les citations ne sont pas en italique mais en corps de texte normal. Elles sont entourées par des guillemets français : « et ».
- Les listes à puces sont à éviter, des paragraphes rédigés étant largement préférés. Les tableaux sont à réserver à la présentation de données structurées (résultats, etc.).
- Les appels de note de bas de page (petits chiffres en exposant, introduits par l'outil «  Source ») sont à placer entre la fin de phrase et le point final[comme ça].
- Les liens internes (vers d'autres articles de Wikipédia) sont à choisir avec parcimonie. Créez des liens vers des articles approfondissant le sujet. Les termes génériques sans rapport avec le sujet sont à éviter, ainsi que les répétitions de liens vers un même terme.
- Les liens externes sont à placer uniquement dans une section « Liens externes », à la fin de l'article. Ces liens sont à choisir avec parcimonie suivant les règles définies. Si un lien sert de source à l'article, son insertion dans le texte est à faire par les notes de bas de page.
- La présentation des références doit suivre les conventions bibliographiques. Il est recommandé d'utiliser les modèles {{Ouvrage}}, {{Chapitre}}, {{Article}}, {{Lien web}} et/ou {{Bibliographie}}. Le mode d'édition visuel peut mettre en forme automatiquement les références.
- Insérer une infobox (cadre d'informations à droite) n'est pas obligatoire pour parachever la mise en page.

Pour une aide détaillée, merci de consulter Aide:Wikification.
Si vous pensez que ces points ont été résolus, vous pouvez retirer ce bandeau et améliorer la mise en forme d'un autre article.
La biogéocénose est un concept proche de celui d'écosystème, développé au sein de l'école russe de biologie évolutionnaire par Vladimir Soukatchev vers la fin des années 1930. Sa spécificité réside dans son approche accordant une place particulière à l'évolution des interactions entre matière vivante et inerte,  et en particulier aux mécanismes de génération de la fertilité des sols.

## Origines
Vassili Dokoutchaïev (1846-1903) est à l'origine de la science des sols (pédologie) au XIXe siècle. Sur la base de ses travaux, Vladimir Soukatchev (1880-1967) a développé le concept de zone naturelle, et a saisi le principe d'un système naturel autorégulé par les relations biotiques existant entre les organismes vivants d'une  biocénose et leur environnement géophysique. Il en tire, vers la fin des années 1930, le concept nouveau de biogéocénose, et la décline en une nouvelle discipline : la Biogéocénologie.

## Similitudes avec le concept d'écosystème
Quoique très proche du concept anglo-saxon d'écosystème, ce concept, typique de l'école russe de la biologie évolutionnaire, en diffère cependant en ce qu'il porte une attention particulière aux facteurs biotiques et abiotiques dans l'évolution des systèmes naturels. Il observe les relations spécifiques qui s'établissent entre matière vivante et matière inerte au cours des cycles d'évolution de l’écosphère, et constater les transformations qui en résultent, tant pour l'une que pour l'autre matière.
Parmi ces transformations, l'une des principales est le mécanisme de génération de la fertilité (dont notamment le complexe argilo-humique). À l'époque de Dokoutchaïev, la compréhension de ce mécanisme fut une véritable révolution scientifique, et a exercé une influence déterminante sur la nature du concept de biogéocénose.
Vassili Dokoutchaïev comprit que ce sont des agents biologiques qui interviennent, au cours de la pédogenèse, pour faire du sol une véritable interface dynamique entre le monde du vivant et le monde minéral de la roche mère. 

## Évolution d'un système ouvert vers un système fermé
Deux biogéochimistes russes de l’école de Vernadsky, Gubanov et Degermendzhy, ont modélisé cette dynamique écologique relationnelle qu'ils ont dénommée « Cycle Biotique de la Matière »  (Biotic Matter Cycle, BMC) et ont pu montrer que les biogéocénoses, considérées à leur origine comme des systèmes ouverts, se dirigeraient progressivement au cours de leur évolution, grâce au recyclage interne de la matière biogène (la matière inerte issue des activités de réduction ou d'oxydation des organismes vivants, comme l'oxygène ou le CO2), vers une clôture faisant d'elles ce que l'on nomme en thermodynamique des « systèmes clos », qui, par leur grande stabilité temporelle, seraient selon ces auteurs le plus important des attributs d’existence de la biosphère.
Les biogéocénoses apparaissent ainsi comme un objet d’étude privilégié de la biogéochimie, la science de la biosphère. Formant l’unité structurale élémentaire de la biosphère, Georgy S. Levit pourra définir cette dernière (et plus précisément l'écosphère - voir ici pourquoi) comme « la somme de toutes les biogéocénoses». 